# Девичье поле
Де́вичье по́ле — историческая местность в Москве в излучине Москвы-реки в нынешнем районе Хамовники к северу от Новодевичьего монастыря до Садового кольца. 

## Название
Считается, что Девичье поле названо по Новодевичьему монастырю, к которому эта местность примыкала и которому была пожалована царским указом 1685 года. Однако, по другим источникам,  в частности, согласно ЭСБЕ, «местность получила название от того, что здесь во времена монгольского ига отбирали девушек, отправляемых вместе с данью к татарским ханам».

## История

### XV—XVI века. Митрополичий Саввинский монастырь
В XV—XVI вв. в данной местности располагался митрополичий Саввинский монастырь, который считался пещерным (то есть, обладал подземными помещениями). В XVIII веке по названию сложившейся здесь Саввинской слободы возникли названия современных Саввинской набережной, Большого и Малого Саввинского переулков.

### Решающее сражение Смутного времени
Основная статья: Московская битва (1612)
На Девичьем поле второе ополчение под командованием Минина и Пожарского в августе 1612 года разбило польско-литовское войско гетмана Ходкевича, ознаменовав собой окончание Смутного времени.

### XVII—XIX века. Поле для народных гуляний
В XVII веке на Девичьем поле были устроены сады и специальные аптекарские огороды, где разводились лекарственные травы. Ведал этими огородами, а также и аптеками и наблюдал за призреньем больных Аптекарский приказ — один из самых старых московских приказов. В конце XVIII века здесь появились загородные дворы знати — князей В. В. Голицына и М. А. Черкасского, боярина Д. Н. Головина. В 1765—1771 годах на поле стоял казённый театр, в котором летом и в праздничные дни давались бесплатные представления. Традиции народных гуляний стали развиваться здесь после переноса сюда рождественских и пасхальных гуляний из-под Новинского.

### Клинический городок
В 1885 году в районе Девичьего поля город выделил участок площадью 18 гектаров для строительства новых университетских клиник медицинского факультета Московского университета. 22 сентября 1887 года состоялась торжественная закладка Клинического городка. В 1897 году Клинический городок был полностью построен и оснащён. Возведены факультетские и госпитальные клиники — терапевтические и хирургические, пропедевтическая, нервных и глазных болезней; здания институтов: анатомо-патологического, судебной медицины, общей патологии, оперативной хирургии, фармакологического и гигиенического; детские заразные бараки. Открыт памятник великому гражданину России, врачу, педагогу Н. И. Пирогову.
Некоторое время и гулянья, и клиники уживались на Девичьем поле. Но шум и пыль, не способствовавшие хорошему самочувствию больных, вынудили врачей просить о прекращении гуляний, что и было сделано в 1911 году.

## Описание
Девичье поле вытянулось длинной полосой от Садового кольца до Новодевичьего монастыря. Его границами можно условно считать Погодинскую улицу на западе и Малую Пироговскую на востоке. Почти по оси бывшего поля проходит Большая Пироговская улица. До 1924 года эти улицы назывались соответственно Малая и Большая Царицынские — здесь находился двор царицы Евдокии Федоровны Лопухиной, первой жены Петра I.

### Улицы Девичьего поля
Основные улицы Девичьего поля:
- Большая Пироговская улица
- Малая Пироговская улица
- Погодинская улица

Кроме этого, к этой местности относятся:
- Улица Десятилетия Октября
- Абрикосовский переулок
- 1-й Архивный переулок
- проезд Девичьего Поля
- Улица Еланского
- Новодевичий проезд
- Оболенский переулок
- Олсуфьевский переулок
- Улица Россолимо